# Hiszam ibn Muhammad
Hiszam ibn Muhammad (arab. هشام بن محمد, zm. 11 sierpnia 1799 w Meknesie) – sułtan Maroka z dynastii Alawitów, syn sułtana Muhammada III. Jego panowanie przypadało na okres chaosu i walk o sukcesję do tronu.
Hiszam został przez swoich zwolenników okrzyknięty sułtanem po śmierci swojego ojca Muhammada. Równolegle sułtanem okrzyknięto jednak również jego brata Jazida. W 1792 roku Hiszam pokonał go jednak i zabił w bitwie pod Marrakeszem. Przez kolejne pięć lat musiał jednak borykać się z opozycją, która sułtanem wybrała kolejnego z braci - Sulajmana. Ostatecznie Hiszam formalnie zrzekł się tronu 29 listopada 1797 roku, a Sulajman został niekwestionowanym władcą Maroka.